# دوغلاس مارتينيز
دوغلاس مارتينيز (بالإسبانية: Douglas Martínez)‏ (5 يونيو 1997 في هندوراس - ) هو لاعب كرة قدم هندوراسي في مركز الهجوم. لعب مع نادي بيدا.

## وصلات خارجية
- دوغلاس مارتينيز على موقع الدوري الأمريكي (الإنجليزية)
- دوغلاس مارتينيز على موقع إي إس بي إن إف سي (الإنجليزية)
- دوغلاس مارتينيز على موقع قاعدة بيانات كرة القدم.إي يو (الإنجليزية)
- دوغلاس مارتينيز على موقع ناشيونال فوتبول تيمز (الإنجليزية)
- دوغلاس مارتينيز على موقع Soccerbase.com (لاعب) (الإنجليزية)
- دوغلاس مارتينيز على موقع Soccerway.com (الإنجليزية)
- دوغلاس مارتينيز على موقع عالم كرة القدم.نت (الإنجليزية)
- دوغلاس مارتينيز على موقع أوليمبيديا (الإنجليزية)